# Самаринска художествена школа
Самаринската художествена школа (на гръцки: Σαμαρινιώτη Σχολή) е художествена школа от XVIII – XX век, която възниква и се развива в гревенското село Самарина.
Сред видните представители на школата са Зисис Йоану Довас Самарински, Димитър Самарински, Йоан Анагност, Димитър Михайлов, Михаил Анагност, Николай Михайлов, Димитриос Питенис. Зографи от школата творят в различни краища на Македония, а също така и извън нея. Според експерти, които изследват Самаринската школа, качеството на иконите разкрива художествено майсторство, но също така и структура, която издава вид художествено образование сред зографите, изучавали не само техниката на живописта, но и типологията, тълкуването и смисъла на символите, както и иконографските форми в православието.
Първоначалното обучение в Самаринската художествена школа е с център манастирът „Света Параскева“ в Самарина, където в XVIII век монасите Дионисий и Никифор са първите преподаватели в художествената школа. Трябва да се отбележи фактът, че самаринските зографи следят развитието на различни художествени центрове.
Зографите от Самаринската художествена школа се отличават с определени характеристики в работата си. Сред особеностите в стила им са лицата с кръгли и червени бузи, цветни дрехи, най-вече в синьо и червено. Тези новаторски изображения стават масово явление в края на XVIII век и продължават по време на XIX и началото на XX век.
В ранните години на школата зографите се подписват само с малкото си име, но по-късно добавят повече подробности около идентичността си.
- „Поклонение пред агнеца“, апсида „Преображение Господне“, Самарина, 1819, дело на Йоан Анагност
- „Исус Христос Велик Архиерей“, икона от „Благовещение Богородично“ в Тирана, 1830 г., дело на Михаил Анагност и сина му Димитър
- „Свети Георги“, икона от „Свети Георги“ в Горни Липовик, дело на Николай Михайлов
- Иконата „Богородица Всецарица“, дело на Димитър Самарински от църквата „Успение Богородично“ в Негуш, 30-те години на XIX век. Надписът гласи: „Διά χειρός Δημητρίου ζωγράφου Σαμαριναίου ΑΟΛ... Ιουλίου“, От ръцете на Димитър Зограф Самарински 183... юли. Иконата от 2011 година е със златен обков със скъпоценни камъни[2]
- Икона в църквата „Преображение Господне“ в Долни Кози дол, дело на Николай Михайлов